# NGC 974
NGC 974 ist eine Balken-Spiralgalaxie vom Hubble-Typ SB im Sternbild Triangulum am Nordsternhimmel. Sie ist schätzungsweise 206 Millionen Lichtjahre von der Milchstraße entfernt und hat eine Ausdehnung von etwa 245.000 Lichtjahren. Vom Sonnensystem aus entfernt sich die Galaxie mit einer errechneten Radialgeschwindigkeit von näherungsweise 4.500 Kilometern pro Sekunde. Nach Datenlage bildet sie gemeinsam mit NGC 969 ein gravitativ gebundenes Galaxienpaar, was auch die Verzerrungen in den Spiralarmen erklärt.
Die Typ-Ia-Supernova SN 2017hju wurde hier beobachtet.
Die Galaxie gilt als Teil der 20 Mitglieder zählenden Lyons Groups of Galaxies LGG 66 um  NGC 973.
Das Objekt wurde am 22. November 1827 von John Herschel entdeckt.

## Galaktisches Umfeld
| Nr. | Galaxie          | Alternativname          | Rek           | Dek           | Distanz/asec |
| --- | ---------------- | ----------------------- | ------------- | ------------- | ------------ |
| →   | NGC 974          | LEDA/PGC 9802           | 02h34m25.802s | +32d57m16.18s | 0            |
| 1   | NGC 970          | LEDA/PGC 9786           | 02h34m11.30s  | +32d58m34.0s  | 195.55       |
| 2   | LEDA/PGC 9787    | 2MASX J02341170+3258380 | 02h34m11.70s  | +32d58m38.2s  | 204.29       |
| 3   | NGC 969          | LEDA/PGC 9781           | 02h34m08.200s | +32d56m49.00s | 226.48       |
| 4   | LEDA/PGC 2016295 | 2MASX J02343536+3253339 | 02h34m35.36s  | +32d53m34.0s  | 252.72       |
| 5   | NGC 978          | LEDA/PGC 9821           | 02h34m47.60s  | +32d50m37.0s  | 472.22       |
| 6   | LEDA/PGC 9823    | MCG +05-07-017          | 02h34m48.10s  | +32d50m29.0s  | 494.56       |
| 7   | LEDA/PGC 2012619 | 2MASX J02344094+3247432 | 02h34m40.96s  | +32d47m43.2s  | 605.15       |
| 8   | LEDA/PGC 9754    | CGCG 505-008            | 02h33m39.013s | +33d00m56.65s | 630.25       |
| 9   | LEDA/PGC 2023426 | 2MASX J02332722+3306171 | 02h33m27.214s | +33d06m17.27s | 914.05       |